# Creu de la Santa Missió de les Pallargues
La Creu de la Santa Missió de les Pallargues és una obra de les Pallargues, al municipi dels Plans de Sió (Segarra), inclosa a l'Inventari del Patrimoni Arquitectònic de Catalunya.

## Descripció
És una creu commemorativa realitzada amb formigó, situada al peu d'un camí proper al nucli, erigida per commemorar la Santa Missió. Està formada per una triple graonada, on s'assenta la creu amb un petit pedestal inferior on hi trobem la inscripció: "S_TA MISSIO 1954", per damunt del qual s'aixeca el fust de planta quadrada i la creu d'una sola peça.

## Història
Aquesta creu es pot situar entre les anomenades "Santes Missions", amb les que es volia reforçar la fe dels habitants de la zona. Es realitzaven diversos actes dirigits per congregacions com la dels missioners del Pare Claret que duraven entre un i tres dies i que incloïen un viacrucis, una missa, una processó i com a recordatori s'aixecava una creu en algun lloc destacat del poble.